# Трембак
Трембак (фр. Trimbach) — коммуна на северо-востоке Франции в регионе Гранд-Эст (бывший Эльзас — Шампань — Арденны — Лотарингия), департамент Нижний Рейн, округ Агно-Висамбур, кантон Висамбур. До марта 2015 года коммуна административно входила в состав упразднённого кантона Сельц (округ Висамбур).
Площадь коммуны — 3,94 км², население — 481 человек (2006) с тенденцией к росту: 549 человек (2013), плотность населения — 139,3 чел/км².

## Население
Население коммуны в 2011 году составляло 526 человек, в 2012 году — 537 человек, а в 2013-м — 549 человек.
| 1962 | 1968 | 1975 | 1982 | 1990 | 1999 | 2006 | 2008 | 2011 | 2012 | 2013 |
| ---- | ---- | ---- | ---- | ---- | ---- | ---- | ---- | ---- | ---- | ---- |
| 346  | 369  | 369  | 364  | 346  | 444  | 481  | 502  | 526  | 537  | 549  |

Динамика населения:

## Экономика
В 2010 году из 335 человек трудоспособного возраста (от 15 до 64 лет) 267 были экономически активными, 68 — неактивными (показатель активности 79,7 %, в 1999 году — 79,2 %). Из 267 активных трудоспособных жителей работали 250 человек (141 мужчина и 109 женщин), 17 числились безработными (6 мужчин и 11 женщин). Среди 68 трудоспособных неактивных граждан 29 были учениками либо студентами, 21 — пенсионерами, а ещё 18 — были неактивны в силу других причин.

## Достопримечательности (фотогалерея)

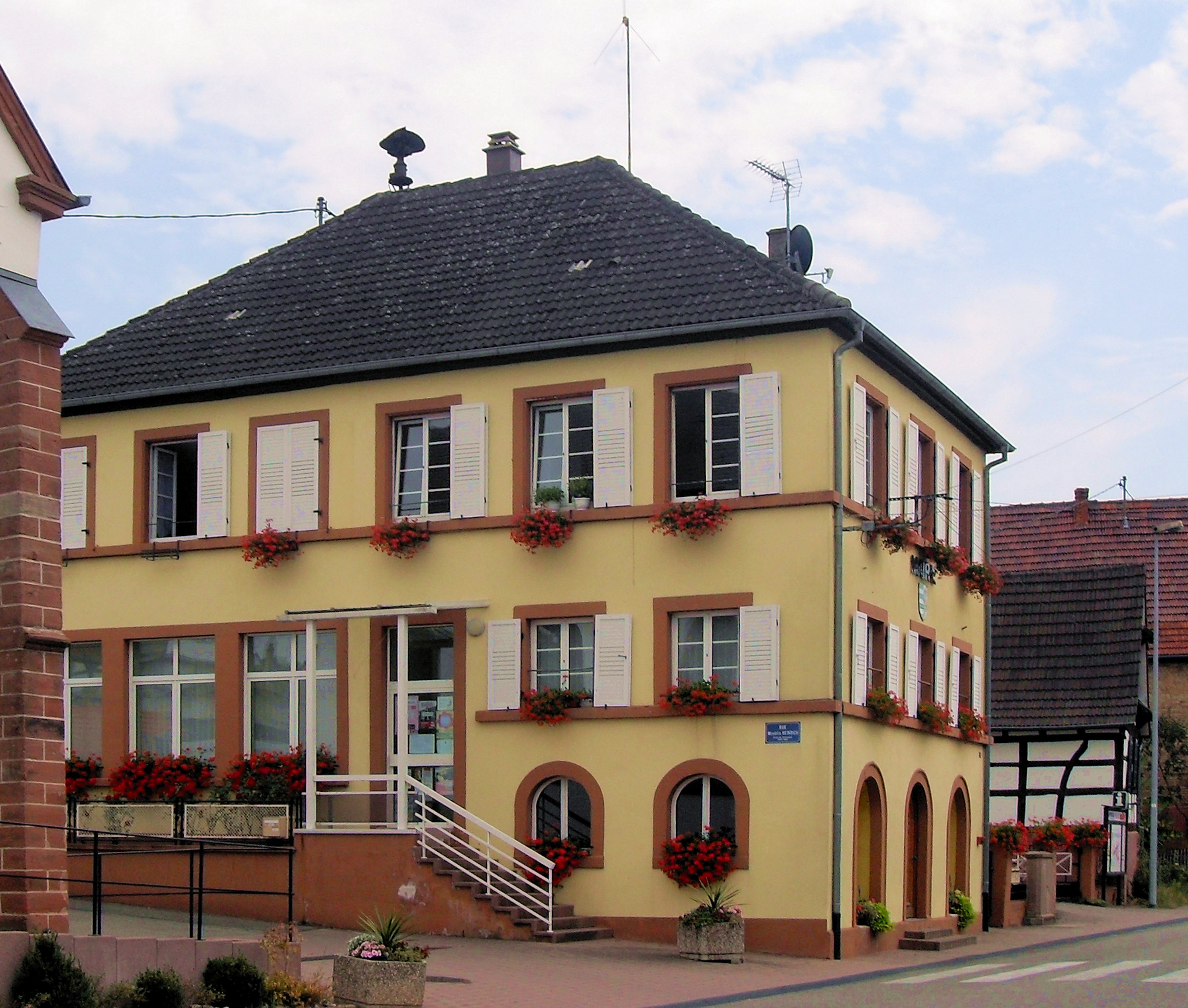
Здание мэрии
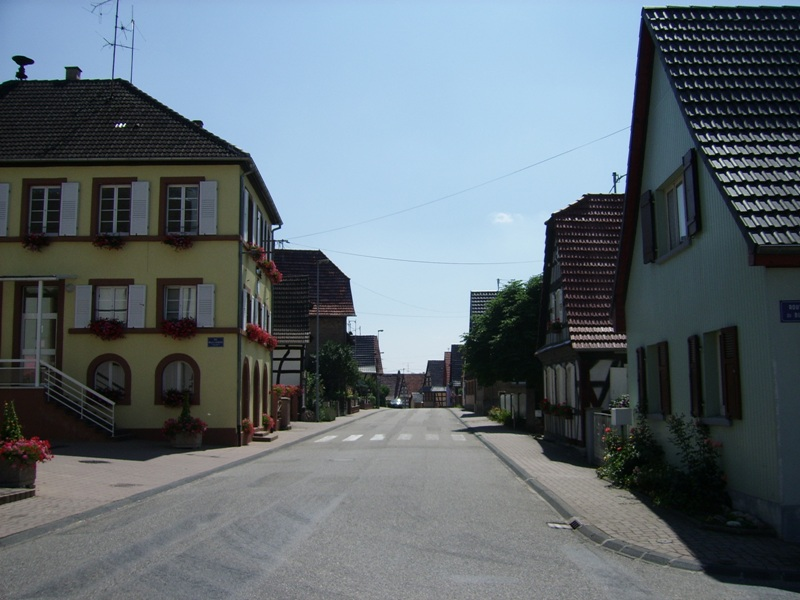
На главной улице
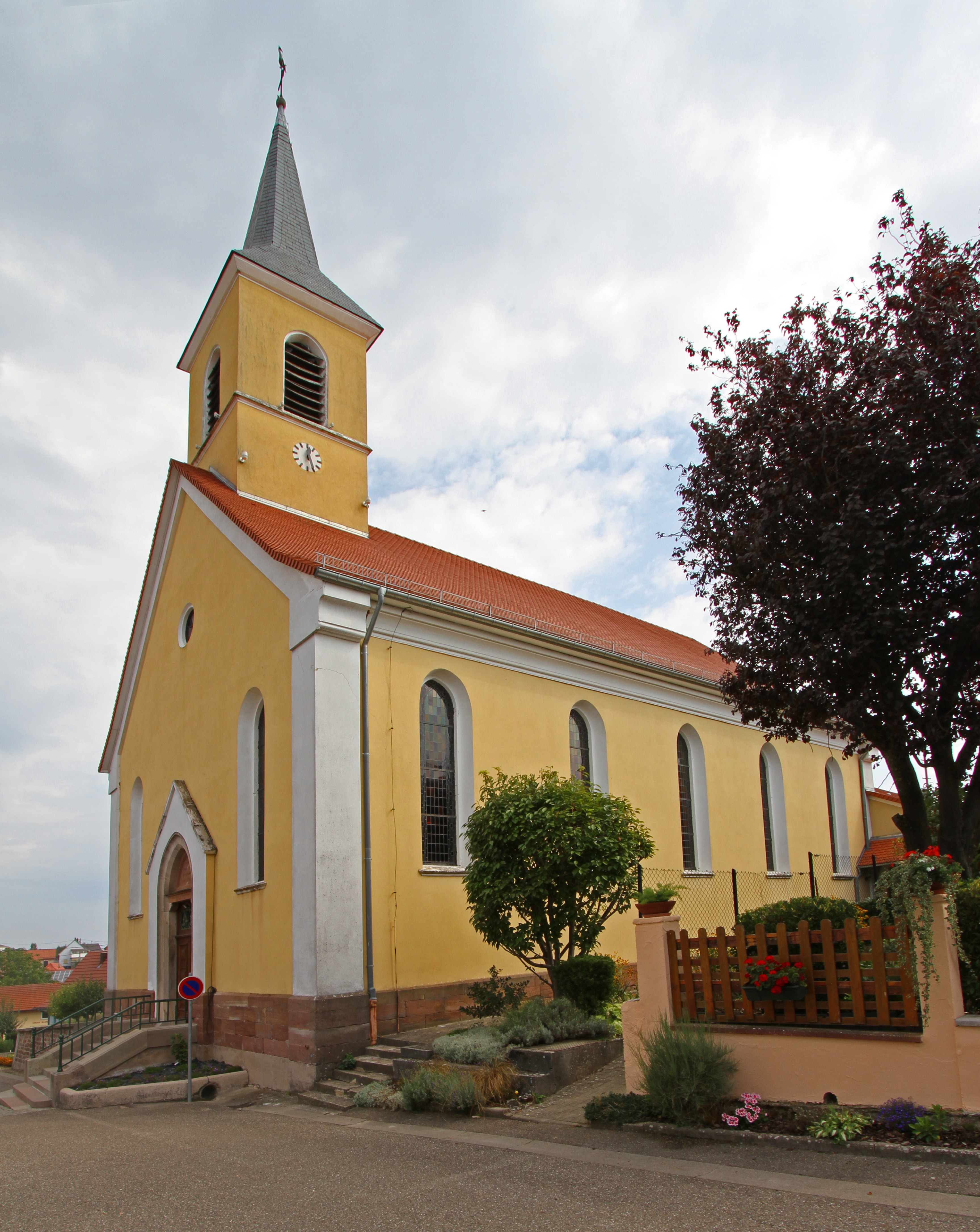
Католическая церковь
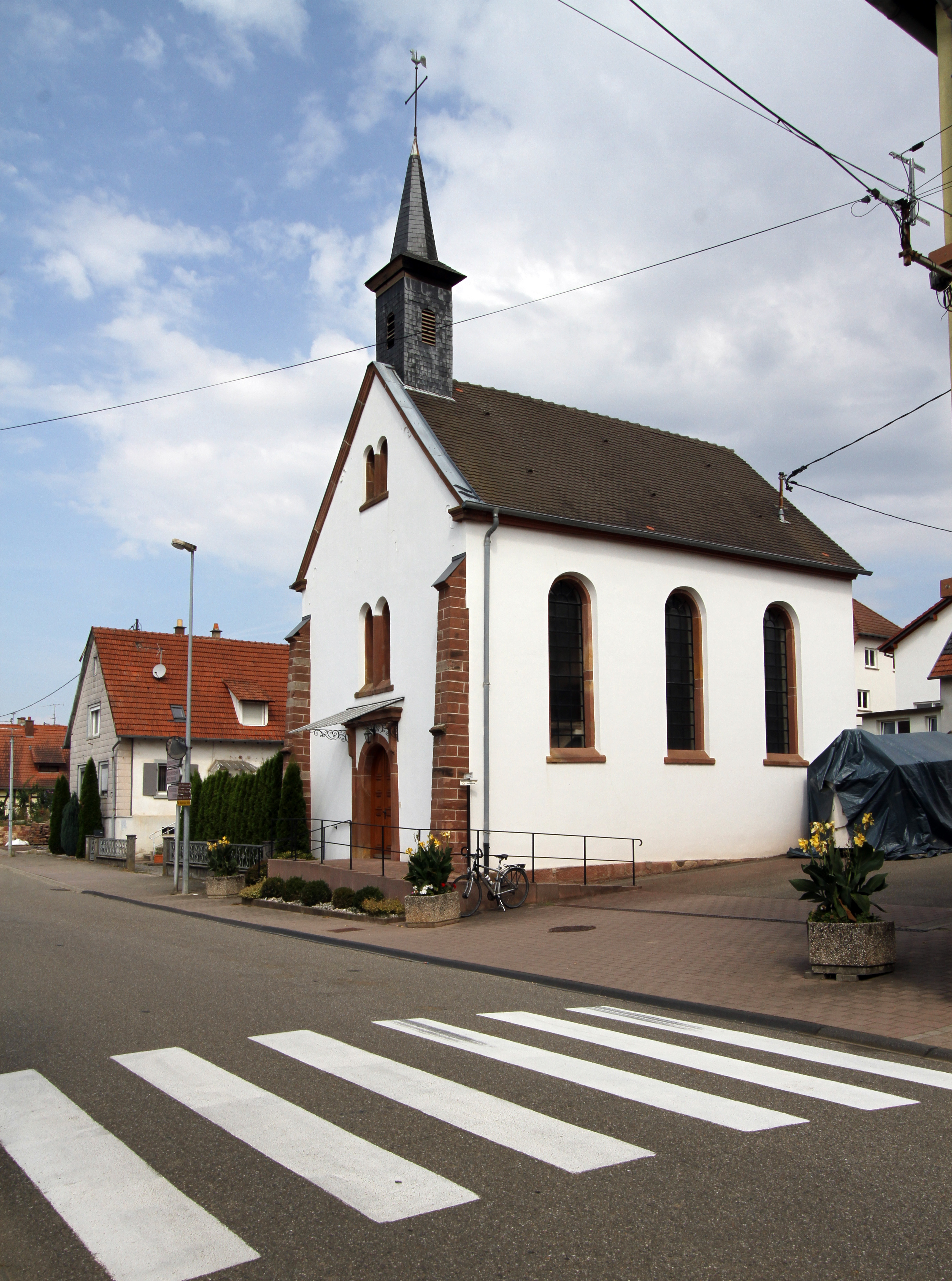
Протестантская церковь